# Saison 2 de Magnum (2018)
Chronologie
Saison 1 Saison 3
La deuxième saison de Magnum P.I., série télévisée américaine, remake de la série télévisée du même nom dans les années 1980 créée par Glen A. Larson et Donald Bellisario, est constituée de vingt épisodes.

## Distribution

### Acteurs principaux
- Jay Hernández (VF : Axel Kiener) : Thomas Magnum
- Perdita Weeks (VF : Laura Blanc) : Juliet Higgins
- Zachary Knighton (VF : Yann Peira) : Orville « Rick » Wright
- Stephen Hill (VF : Frantz Confiac) : Theodore « T. C. » Calvin
- Amy Hill (VF : Marie-Martine) : Teuila « Kumu » Tuileta
- Tim Kang (VF : Stéphane Pouplard) : Lieutenant Gordon Katsumoto

### Acteurs récurrents
- Christopher Thornton (en) (VF : Boris Rehlinger) : Kenny "Shammy" Shamberg (6 épisodes)
- Kimee Balmilero (en) (VF : Elsa Bougerie) : Dr. Noelani Cunha (5 épisodes)
- Taylor Wily (VF : Pascal Vilmen) : Kamekona Tupuola (5 épisodes)
- Bobby Lee (en) (VF : Thierry Wermuth) : Jin Jeong (4 épisodes)
- Shawn Mokuahi Garnett (VF : Jean-Alain Velardo) : Flippa Tupuola (2 épisodes)
- Larry Manetti : Nicky "The Kid" DeMarco (2 épisodes)
- Corbin Bernsen (VF : Philippe Peythieu) : Francis « Ice Pick » Hofstetler (2 épisodes)
- William Forsythe : Harry Brown (2 épisodes)
- Brooke Lyons (VF : Laurence Dourlens) : Abby Miller (2 épisodes)
- James Remar (VF : Patrice Baudrier) : Capitaine Buck Greene (2 épisodes)
- Domenick Lombardozzi (VF : Gilles Morvan) : Sebastian Nuzo (1 épisode)
- Dennis Chun (VF : Bertrand Dingé) : Duke Lukela (1 épisode)
- Janel Parrish (VF : Amélie Porteu de la Morandière) : Maleah (1 épisode)
- Willie Garson (VF : Georges Caudron) : Gerard Hirsch (1 épisode)
- Michael Patrick Thornton (en) : Charlie Owens (1 épisode)

### Invités
- Bre Blair : Lina
- Barbara Eve Harris : Lucy Akina
- Catherine Dent : Georgia Preston
- Lee Majors : Russell Harlan
- Peter Facinelli : Gene Curtis / Ivan
- Aaron Donald : Lui-même
- Hans Hedemann : Lui-même
- Patrick Monahan : Lui-même
- Skylar Grey : Elle-même
- Jerry Becker : Lui-même
- Luis Carlos Maldonado : Lui-même
- Stephanie Lum : Elle-même
- Louis Lombardi : Paulie Nuzo
- Melissa Tang : Erin Hong
- Roy Yamaguchi : Lui-même
- Andre Reed : Eddie Butler et lui-même
- Betsy Phillips : Suzy Madison
- Cowboy Cerrone : Reese
- Sonya Balmores : Leanna Owens
- Joy Osmanski : Ana Chua

### Invités deHawaii 5-0
- Meaghan Rath (VF : Pamela Ravassard) : Tani Rey
- Beulah Koale (en) (VF : Eilias Changuel) : Junior Reigns
- Katrina Law (VF : Laëtitia Laburthe Tolra) : Quinn Liu
- Ian Anthony Dale (VF : Bruno Choël) : Adam Noshimuri

## Liste des épisodes
1. Braqueurs de cœur
2. Un honnête voleur
3. Oiseau de mauvais augure
4. Le Bon, la brute et le ripou
5. Les Démons de minuit
6. Sans talent, ni honneur
7. Amours clandestines
8. Vol de nuit
9. On n'échappe pas au destin
10. Une grande famille
11. Le Jour où j'ai rencontré le diable
12. Décisions de crise
13. Meurtre entre collègues
14. Le Jeu du chat et de la souris
15. Présumé coupable
16. Sous le signe de l'amour
17. Après la mort
18. L'Enfer est pavé de bonnes intentions
19. La Course au divorce
20. À l'affût

### Épisode 1:Braqueurs de cœur
- États-Unis : 27 septembre 2019 sur CBS
- France : 18 février 2020 sur TF1

- États-Unis : 6.40 millions de téléspectateurs
- France : 2.23 millions de téléspectateurs

- Ron Encarnacion : Réceptionniste
- Matt Gerald : Trey Hollis
- Jacqueline Lord : Gérante
- Kelemete Misipeka : Propriétaire
- Alex Solowitz : Dex Hollis

### Épisode 2:Un honnête voleur
- États-Unis : 4 octobre 2019 sur CBS
- France : 18 février 2020 sur TF1

- États-Unis : 6.09 millions de téléspectateurs
- France : 2.23 millions de téléspectateurs

- Vedetta Lim : Sharon Lim
- Bob Rumnock : Vinnie Black
- Dean Schaller : Derrick Baxter
- Rob Evors : Lew
- Kila Young : Officier
- David A. Tsuboi : Banquier
- Jenny Kim : Keo
- Andrew Sato : Dr. Michael Lim

### Épisode 3:Oiseau de mauvais augure
- États-Unis : 11 octobre 2019 sur CBS
- France : 18 février 2020 sur TF1

- États-Unis : 6.43 millions de téléspectateurs
- France : 2.23 millions de téléspectateurs

- Deontay Wilder : Noah
- BJ Britt : Sam
- Martin De Boer : Tireur #2
- Adam Hart : Tireur #3
- Tim Sitarz : Tireur #4
- Dustin McEwen : Tireur #5
- Dayne Catalano : Evan Butler
- Andrew Kamoku : Vendeur

### Épisode 4:Le Bon, la brute et le ripou
- États-Unis : 18 octobre 2019 sur CBS
- France : 25 février 2020 sur TF1

- États-Unis : 5.79 millions de téléspectateurs
- France : 2.67 millions de téléspectateurs

- Paul Mabon : Coach Dawson
- Chad Davis : Bryan Iosua
- Joshua Bitton : Détective Jim Dugan
- Sharif Atkins : Détective Richard Johnson
- Garrett Hols : Max Cecil
- Grace Gilbertson : Amy Cecil
- James Harber : Juré
- Mike Coogan : Homme intimidant
- Kendall Prochnow : Officier du HPD #1
- Walter Espiritu : Officier du HPD #2

### Épisode 5:Les Démons de minuit
- États-Unis : 25 octobre 2019 sur CBS
- France : 25 février 2020 sur TF1

- États-Unis : 5.97 millions de téléspectateurs
- France : 1.08 millions de téléspectateurs

- Hayden Szeto : Détctive Pono Palima
- Dan Southworth : Kanoa
- Shane Miyashiro : Uni
- Zane Rawlins : Garçon squelette
- Raiden Barrientos : Jeune garçon
- Eve Brenner : Helen
- Alexa Luczak : Sirène
- Ryder Tadaki : fils de Pono
- Kordell Kekoa : Kahu

### Épisode 6:Sans talent, ni honneur
- États-Unis : 1er novembre 2019 sur CBS
- France : 25 février 2020 sur TF1

- États-Unis : 6.42 millions de téléspectateurs
- France : 2.20 millions de téléspectateurs

- Jesse Bradford : Neal Conlan
- Mariko Van Kampen : Claire Mills
- Cody Webster : Officier Garcia
- Eddie Anderson : Commandant du SWAT
- Yudelka Lorange : Sniper du SWAT
- Maurice McLellan : Garde de sécurité de l'hôtel

### Épisode 7:Amours clandestines
- États-Unis : 8 novembre 2019 sur CBS
- France : 25 février 2020 sur TF1

- États-Unis : 6.69 millions de téléspectateurs
- France : 1.76 millions de téléspectateurs

- Craig Stark : Art Friedland
- Lanny Joon : Tony Zhao
- Jesus I. Ramos : Ryan
- Kelly Sry : Red
- Nikki McKenzie : Mia Zhao
- Pierson Mook : Donnie
- Walter Eccles II : Un touriste
- Wendy Calio-Gilbert : Concierge
- Carolyn Reid : Une vieille femme
- Marlon Rhoden : Un homme
- Kesiah Castellano : Demoiselle d'honneur
- Mike Cho : Lieutenant Kamila
- Noel Schnaible : Maman

### Épisode 8:Vol de nuit
- États-Unis : 15 novembre 2019 sur CBS
- France : 3 mars 2020 sur TF1

- États-Unis : 6.55 millions de téléspectateurs
- France : 2.34 millions de téléspectateurs

- Valerie Cruz : Lani Levner
- André Kajlich : Jonah
- Troy Garity : James Harris / Daniel Skordi
- Esmond Chung : Irv
- James DuMont : Bob Hall
- Corey Rieger : Garde Seth Hardy
- Preston James Hillier : Jason Levner
- Jabez Armodia : Pekelo
- Ryan Locke : Steven Dahl

### Épisode 9:On n'échappe pas au destin
- États-Unis : 22 novembre 2019 sur CBS
- France : 3 mars 2020 sur TF1

- États-Unis : 6.72 millions de téléspectateurs
- France : 3.01 millions de téléspectateurs

- Michaela Miller : Molly Ward
- West Liang : Gavin Waiola
- Keola Simpson : Officier Daniel Hirono
- Emmanuel DeJesus : Officier Kanae
- Michele Nordin : Dana Ward
- Erin Pineda : Melinda Mosley
- Joe Pineda : Dr. Reeves
- Taylin Yuen : Isabella Kai
- Naomi Cooper : Infirmière Hiraoka
- Rachel Cruz : Mère d'Isabella
- Devin Nogaki : Père d'Isabella
- Hoku Gilbert : Dr. Kahui
- Brandon Maka'awa'awa : Protestant #1
- Renee K. Kauwalu : Protestant #2
- Vikram Mruthyunjayana : Médecin principal
- Christina Platt : Infirmière #1

### Épisode 10:Une grande famille
- États-Unis : 6 décembre 2019 sur CBS
- France : 3 mars 2020 sur TF1

- États-Unis : 6.33 millions de téléspectateurs
- France : 3.01 millions de téléspectateurs

- Yihya Eldein : Ahmed (8 ans)
- Zehra Fazal : Fariha
- Peter Rodbell : Sans-abri #1
- Jacob White : Étudiant
- Mohit Gautam : Ahmed (16 ans)
- Antonio Jaramillo : Virgil
- Yousef Azami : Aîné local

### Épisode 11:Le Jour où j'ai rencontré le diable
- États-Unis : 13 décembre 2019 sur CBS
- France : 3 mars 2020 sur TF1

- États-Unis : 6.12 millions de téléspectateurs
- France : 3.01 millions de téléspectateurs

- Anthony Montgomery : Roy Till
- Manuel Uriza : Marwan Hayek
- Adrian R'Mante : Sefu
- Jason Remar : David Greene
- Duncan Kamakana : Ailier
- Isiah Matanza : Juan

### Épisode 12:Décisions de crise
- États-Unis : 3 janvier 2020 sur CBS
- France : 5 août 2020 sur TF1

- États-Unis : 7.83 millions de téléspectateurs
- France : 2.68 millions de téléspectateurs

- Amy Tsang : Loi Chau
- Ken Kirby : Eli Sung
- Terrence Arashi Elliott : A gent de la CIA
- Lloyd Barachina : Voyou #1

### Épisode 13:Meurtre entre collègues
- États-Unis : 10 janvier 2020 sur CBS
- France : 5 août 2020 sur TF1

- États-Unis : 7.04 millions de téléspectateurs
- France : 2.68 millions de téléspectateurs

- Matthew Del Negro : Todd Stewart
- LeGrand Lawrence : Sid Palmer
- Joshua Harto : Jim Peele
- Albert Ueligitone : Ryan Kahele
- Edwin H. Bravo : Gil Castro
- Christine Lamborn : Norma Fradmere
- Kevin Sun : Mitchell Lindenmore
- Terry T. Bookhart : Lindsey Traventin
- Steve Tanizaki : Glenn Travers
- Sachin Bhatt : Cal Harper
- Danielle Zalopany : Susie Nakamura

### Épisode 14:Le Jeu du chat et de la souris
- États-Unis : 30 janvier 2020 sur CBS
- France : 5 août 2020 sur TF1

- États-Unis : 7.05 millions de téléspectateurs
- France : 3.29 millions de téléspectateurs

- Leon Sheen : Ko Chua
- Francois Chau : Kinny
- Johnny Rey Diaz : Rocky Ahn
- Kaipo Dupoit : Keno
- Linda Good : Officier du HPD
- David D. Underwood Jr. : Homme d'affaires
- Faith Rogers : Jolie fille
- Kaina Cayabyab : L'amie de la jolie fille
- Charlie Prescott : Un gars
- Mathew Crouse : Un travailleur
- Ben Lloyd : Le grand John Schroeder

### Épisode 15:Présumé coupable
- États-Unis : 10 avril 2020 sur CBS
- France : 12 août 2020 sur TF1

- États-Unis : 7.40 millions de téléspectateurs
- France : 3.22 millions de téléspectateurs

- Dohn Norwood : Milo Rivers
- Johnnie M. Purvis : Jake Iho
- Ren Kinoshita : Médecin urgentiste
- Lee Anne Kuper : Officier du HPD
- Michael C. Crawford : Voyou #1

### Épisode 16:Sous le signe de l'amour
- États-Unis : 17 avril 2020 sur CBS
- France : 12 août 2020 sur TF1

- États-Unis : 7.14 millions de téléspectateurs
- France : 3.53 millions de téléspectateurs

- Rodney To : Stan
- Karole Foreman : Gladys
- Tanner Gill : Bert
- Mia Marcon : Sandy Maron
- Caleb Foote : Dylan
- Caitlin King : Krista
- Brian Guest : Gil
- Grinnell Morris : Larry
- Rodney J. Hobbs : Ken
- David Starzyk : Eddie
- Donna Feldman : Paula
- Meagan Holder : Teresa
- Philip I. Martin : Andy
- Pomai Lopez : Réceptionniste

### Épisode 17:Après la mort
- États-Unis : 24 avril 2020 sur CBS
- France : 12 août 2020 sur TF1

- États-Unis : 7.20 millions de téléspectateurs
- France : 2.78 millions de téléspectateurs

- Kheng Hua Tan : Lynn Yang
- Jackie Tufa-Marques : Une femme
- Aikue Kalima : Kanoa
- Don Pomes : Patient âgé
- Jorge-Luis Pallo : Père Paul S. Brendan
- Baryon Hightower : Fan #1
- Brandy Romberg : Gregory Fallon
- Jason Bayot : Scottie Liu
- Ed Dunbar : Yang
- David Grant Wright : James Hutton
- Jacob Edwards : James Hutton jeune

### Épisode 18:L'Enfer est pavé de bonnes intentions
- États-Unis : 1er mai 2020 sur CBS
- France : 20 juillet 2021 sur TF1

- États-Unis : 7.21 millions de téléspectateurs
- France : 2.78 millions de téléspectateurs

- Chelsea Kurtz : Kalohe Olu
- Jennifer Kindhouse : Kiana Pohano
- Sisa Grey : Principale Makani Mahelona
- Billy Malone : Sean Murphy
- Andre Pelzer : Sergent-chef

### Épisode 19:La Course au divorce
- États-Unis : 8 mai 2020 sur CBS
- France : 20 juillet 2021 sur TF1

- États-Unis : 6.87 millions de téléspectateurs

- Vince Shin : Kim Kil-Yon
- Azita Ghanizada : Maxine Gilbert
- Daniel Bonjour : John Gilbert
- Betsy Phillips : Suzy Madison
- Anthony J. Silva Jr. : Officier "Tatty" Ryce
- Eric Lee : Employée
- Maxamus Miller : Artimus277
- Kordell Kekoa : Kahu
- Jason Quinn : Voyou #1
- Lee Minh Topping : Voyou #2
- Tait Fletcher : Voyou #3

### Épisode 20:À l'affût
- États-Unis : 8 mai 2020 sur CBS
- France : 20 juillet 2021 sur TF1

- États-Unis : 6.09 millions de téléspectateurs

- Alesha Renee : Cynthia Lloyd
- Billy Malone : Sean Murphy